# Jorge Cerbón Solórzano
Jorge Cerbón Solórzano (Ciudad de México, 20 de marzo de 1930) es un químico bacteriólogo, investigador, catedrático y académico mexicano. Se ha especializado en la fisiología y bioquímica microbiana y en la biofísica de membranas.

## Estudios y docencia
Obtuvo el título de químico bacteriólogo en la Escuela Nacional de Ciencias Biológicas del Instituto Politécnico Nacional (IPN) en 1952 y un doctorado en microbiología en 1963. Ha impartido clases en la Facultad de Medicina de la Universidad Nacional Autónoma de México (UNAM), en la Escuela de Medicina de la Universidad de El Salvador. Fue coordinador académico de Biología y jefe del Departamento de Bioquímica  en el Centro de Investigación y de Estudios Avanzados del Instituto Politécnico Nacional (Cinvestav).  Ha dirigido tesis de doctorado, maestría y licenciatura. Obtuvo la beca Guggenheim para sus trabajos de investigación.

## Investigador y académico
Trabajó como bacteriólogo en la Unidad de Neumología del Instituto Mexicano del Seguro Social (IMSS). Además de su labor docente, ha sido investigador del IPN por más de cuarenta años. Fue investigador asociado de los National Institutes of Health de Estados Unidos y consultor de los Laboratorios Unilever Research de Londres. Fue presidente de la Sociedad Mexicana de Bioquímica y presidente del Comité de Intercambio Científico de la Asociación Panamericana de Sociedades Bioquímicas (Pan American Association of Biochemical Societies [PAABS]). Es miembro del Consejo Consultivo de Ciencias de la Presidencia de la República.
Entre sus líneas de investigación, ha realizado estudios sobre levaduras y microorganismos como la Entamoeba histolytica; sobre la dinámica de los fosfolípidos en la generación de segundos mensajeros y sobre la dinámica de esfingolípidos durante el ciclo celular.  Fue becario del National Research Council de Estados Unidos. Ha escrito más de ochenta artículos de divulgación científica para revistas nacionales e internacionales.

## Premios y distinciones
- Presea “Miguel Othón Mendizábal” por el Instituto Politécnico Nacional.
- Premio al Mejor Trabajo de Investigación en Ciencias Biomédicas por la Universidad Autónoma Metropolitana.
- Investigador Emérito por el Centro de Investigación y de Estudios Avanzados del Instituto Politécnico Nacional.
- Investigador Emérito por el Sistema Nacional de Investigadores del Consejo Nacional de Ciencia y Tecnología de México.
- Premio Nacional de Ciencias y Artes en el área de Ciencias Físico-Matemáticas y Naturales por el Gobierno Federal de México en 1977.